# Edmond Albius
Edmond Albius (Sainte-Suzanne (Réunion), 9 augustus 1829 - aldaar, 9 augustus 1880) was een zwarte Réunionese slaaf die bekend raakte nadat hij, op de leeftijd van twaalf jaar, een praktisch procedé ontdekte om vanille te bestuiven.
Als tot slaaf gemaakte en wees werd hij door zijn witte meester geïntroduceerd in de tuinbouw en de plantkunde. Hoewel hij niet verantwoordelijk was voor de eerste kunstmatige bevruchting van vanille (die werd uitgevoerd door Charles Morren in 1836), was hij het die in 1840, toen hij nog maar twaalf jaar oud was, het praktische proces van bestuiving ontdekte, door de stampers en meeldraden met elkaar in contact te brengen. De techniek betekende een revolutie in de teelt van vanille, en leidde ertoe dat het eiland Réunion een tijd lang de grootste producent ter wereld kon worden van de specerij. 
In 1848, na de afschaffing van de slavernij op Réunion, werd Albius een vrij man. Hij stierf in armoede.